# Lissone
Lissone es una localidad y comune italiana de la provincia de Monza y Brianza, región de Lombardía, con 40.140 habitantes.

## Evolución demográfica
| Gráfica de evolución demográfica de Lissone entre 1861 y 2011 |
|                                                               |
| Fuente ISTAT - elaboración gráfica de Wikipedia               |

## Celebridades
- Giuseppe Meazza aquí falleció.